# Comuna Priboj
Priboj (în sârbă Прибој) este o comună în districtul Zlatibor al Serbiei.
Populația comunei este de 28.603 persoane (2007), ceea ce face ca densitatea populației să fie de 52 de persoane/km². Suprafața comunei este de 553 km², din care 33,3% este utilizată în scopuri industriale.
Centrul administrativ al comunei este orașul Priboj. Comuna Priboj este alcătuită din 33 de localități, iar suprafața medie a unei așezări este de 16,8 km².

## Geografie
Comuna Priboj este situată între comuna Čajetina (la nord), comuna Nova Varoš (la est) și comuna Prijepolje (la sud-est); în sud-vest ea se învecinează cu Muntenegru și în nord-vest cu Bosnia și Herțegovina. Satul Međurečje, care face parte din comuna Rudo a Bosniei și Herțegovinei, este o enclavă pe teritoriul comunei Priboj.

## Populația comunei
| An   | Populație |
| ---- | --------- |
| 1991 | 32.753    |
| 2001 | 30.549    |
| 2002 | 30.313    |
| 2003 | 30.104    |
| 2004 | 29.793    |
| 2005 | 29.447    |
| 2006 | 29.070    |
| 2007 | 28.603    |

## Legături externe
- sr  Statistici oficiale ale Serbiei Arhivat în 3 februarie 2015, la Wayback Machine.
- sr  Versiunea PDF a publicației „Издаје и штампа — Републички завод за статистику Србије”